# 東大門歴史文化公園
東大門歴史文化公園（トンデムンれきしぶんかこうえん、朝鮮語: 동대문역사문화공원、トンデムンニョクサムナゴンウォン）は、大韓民国ソウル特別市中区の旧東大門運動場の跡地に、ソウルの歴史を展示するという趣旨で建設された公園。2009年10月27日に開場した。
隣地にはザハ・ハディド設計の東大門デザインプラザパーク（동대문디자인플라자 파크）が建設されている。
名称に「東大門」とあるが、東大門区ではなく中区に位置している。

## 概要
以前から東大門運動場として韓国社会では広く知られていた場所にあるが、もともと李氏朝鮮（朝鮮王朝）時代には、治安を担当する下都監（ハドガム、하도감）と訓錬都監（フルリョンドガム、훈련도감）が置かれていた。日本統治下の1926年に、京城運動場となり、日本統治からの解放後はソウル運動場となり、さらに1986年に東大門運動場と改称された。2007年に東大門運動場が撤去されて、公園造成がはじまり、現在の名称になった。公園内には造成工事の際に発見された李朝時代の遺物や石の造形が展示されており、公園の入口には東大門運動場記念館がある。

## 東大門運動場記念館
旧東大門運動場を記念し業績を讃える展示館で、東大門歴史文化公園の北東側にある入口に位置している。この展示館では、旧東大門運動場で行なわれたスポーツ競技についての情報や関連遺物、運動場であった当時の模型などが展示されている。

## 交通

### 地下鉄
- 3号線、4号線、5号線：東大門歴史文化公園駅 - 2009年「東大門運動場駅」から改称

### バス
- ● 순환버스 : 05番
- ● 지선버스, 맞춤버스 : 2012番, 2014番, 2015番, 2233番, 7212番, 8620番
- ● 간선버스 : 105番, 144番, 149番, 152番, 202番, 261番, 263番, 301番, 407番, 420番, 421番, 500番, 507番
- ● 광역버스 : 9403番